# Кубок Філіппін з футболу 2023
Кубок Філіппін з футболу 2023 — 5-й розіграш кубкового футбольного турніру на Філіппінах. Титул володаря кубка втретє здобув Кая (Ілоіло).

## Календар
| Раунд          | Дата                          | Матчі | Клуби  |
| -------------- | ----------------------------- | ----- | ------ |
| Груповий раунд | 15 липня - 24 вересня 2023    | 40    | 17 → 8 |
| 1/4 фіналу     | 29-30 вересня/8-9 жовтня 2023 | 8     | 8 → 4  |
| 1/2 фіналу     | 21 жовтня/3 листопада 2023    | 4     | 4 → 2  |
| Фінал          | 9 грудня 2023                 | 1     | 2 → 1  |

## 1/4 фіналу
| Команда 1                | Заг. | Команда 2            | 1-й матч | 2-й матч |
| ------------------------ | ---- | -------------------- | -------- | -------- |
| 29 вересня/8 жовтня 2023 |      |                      |          |          |
| Кая (Ілоіло)             | 11:0 | Університет Філіппін | 3:0      | 8:0      |
| 29 вересня/9 жовтня 2023 |      |                      |          |          |
| Сталліон Лагуна          | 9:0  | Махарліка            | 5:0      | 4:0      |
| 30 вересня/8 жовтня 2023 |      |                      |          |          |
| Маніла                   | 0:2  | Давао Агілас         | 0:1      | 0:1      |
| 30 вересня/9 жовтня 2023 |      |                      |          |          |
| Динамік Герб Себу        | 6:1  | Мендіола             | 2:0      | 4:1      |

## 1/2 фіналу
| Команда 1                  | Заг. | Команда 2       | 1-й матч | 2-й матч |
| -------------------------- | ---- | --------------- | -------- | -------- |
| 21 жовтня/3 листопада 2023 |      |                 |          |          |
| Кая (Ілоіло)               | 4:2  | Сталліон Лагуна | 2:1      | 2:1      |
| Динамік Герб Себу          | 1:2  | Давао Агілас    | 0:1      | 1:1      |

## Фінал
| 9 грудня 2023 13:00 (EEST) |

| Кая (Ілоіло)                                    | 1:1      | Давао Агілас                                 |
| ----------------------------------------------- | -------- | -------------------------------------------- |
| Аміта 65'                                       | Матч     | - Tuason 40+2'                               |
|                                                 | Пенальті |                                              |
| - Лопес Менді - Бедік - Хорікоші - Мензі - Баас | 4:3      | - Бугас - Туасон - Каоле - К.Таларок - Лімбо |

| Меморіальний стадіон імені Хосе Рісаля, Маніла Глядачів: 1 107 Арбітр: Мік Джон Пінеда |